# De Warmste Week 2022
De Warmste Week 2022 was de vijftiende editie van De Warmste Week, voor 2018 gekend als Music For Life, een solidariteitsactie die jaarlijks in de week voor Kerstmis wordt georganiseerd door de Vlaamse omroep VRT. De editie van 2022 vond plaats in het Stadspark van Hasselt. 
Het jaarthema was de strijd tegen kansarmoede. De opbrengst, 5.081.675 euro, ging naar het DWW Fonds, beheerd door de Koning Boudewijnstichting. De Koning Boudewijnstichting selecteerde 270 projecten die in 2023 gerealiseerd worden als begunstigde van de ingezamelde gelden. Deze projecten, ingediend door non-profitorganisaties (vzw’s, maar ook scholen, jeugdorganisaties, sportclubs, culturele verenigingen, welzijnsorganisaties en sociale economie bedrijven) hebben als gemeenschappelijk doel elke vorm van kansarmoede te bestrijden.
Zo'n 10.000 nummers werden als verzoeknummer aangevraagd. De presentatoren van dienst waren Eva De Roo, Fien Germijns, Sander Gillis en Kawtar Ehlalouch. De televisieuitzendingen werden gepresenteerd door Siska Schoeters.  De hele week tijdens het evenement waren twee Vliegende Reporters onderweg doorheen Vlaanderen en Brussel om aanwezig te zijn bij talrijke van de meer dan 3.000 georganiseerde lokale akties. Die reporters waren Robin Keyaert en Joris Brys. Er namen 31.469 lopers deel aan de vijf georganiseerde Warmathons, in Brugge, Sint-Niklaas, Brussel, Mechelen en Leuven. Ketnet-wrapper Héritier deed zijn eigen Tournée Héritier, hij trok met een bakfiets ook van actie naar actie vanuit Oostende om op zaterdag 24 december toe te komen in Hasselt.
Op het dak van Het Warmste Huis traden elke avond artiesten op, waaronder Bazart, Bart Peeters, Goldband, Metejoor en Oscar and the Wolf. De toegang tot het plein is gratis. In Het Warmste Dorp passeerden 102.000 bezoekers. 